# Valderice
Valderice (Paparedda in siciliano) è un comune italiano di 11 289 abitanti del libero consorzio comunale di Trapani in Sicilia.
Tra i più popolosi centri dell'Agroericino, Valderice, immersa nel verde, offre diversi scenari paesaggistici: colline, zone selvatiche per flora e per fauna, cristalline spiagge e scogliere, paesaggi intatti, che fanno del paese uno dei luoghi più ambiti di villeggiatura, soprattutto durante l'estate. 

## Geografia fisica

### Territorio

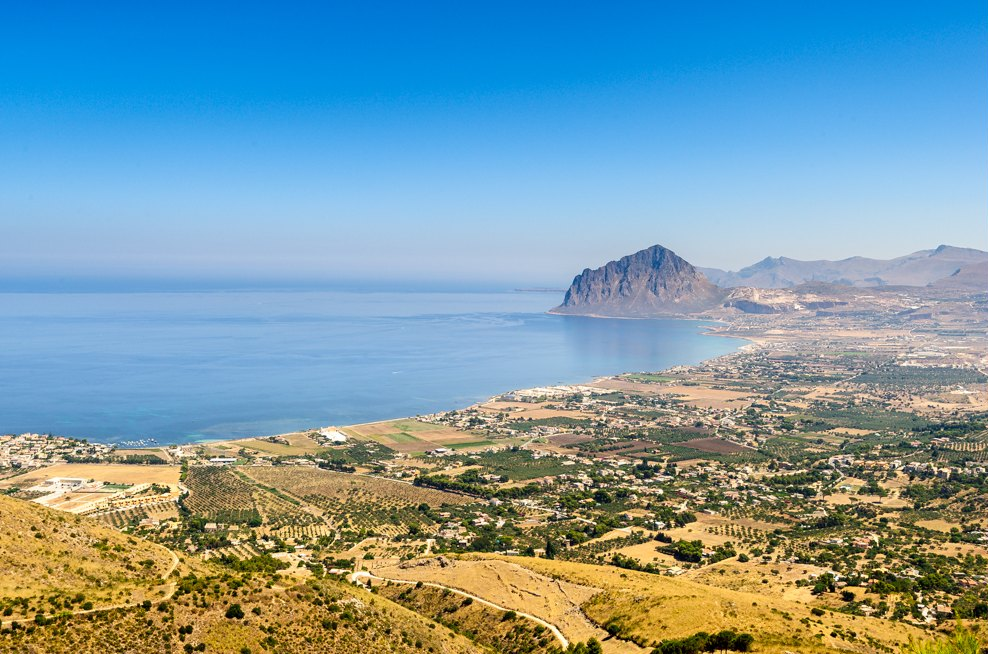
La costa di Valderice si estende da Bonagia alla foce del Rio Forgia, poco prima della baia di Cornino e del monte Cofano

Valderice, il paese tra "Il cielo e Il mare" o la "città sostenibile dei bambini e delle bambine", si estende per 53 km² e dista solo 8 km dal capoluogo trapanese.
Il paese dispone di vari spazi verdi, tra cui la pineta situata nella frazione di Ragosia oppure quella comunale, che si estende su una collina in cui si trovano diverse grotte e una chiesa abbandonata e il Parco Urbano di Misericordia in cui si può ammirare il panorama del Golfo di Bonagia.

### Clima
Il paese si caratterizza per il tipico clima mediterraneo, caratterizzato da inverni mediamente freddi a causa dell'altitudine sul livello del mare, quasi 300 metri. Le precipitazioni sono intense e le estati abbastanza calde ed afose; solo durante le ondate di calore e in presenza di venti di scirocco le temperature massime possono attestarsi attorno ai 40 °C, ma con umidità bassa. Le precipitazioni si attestano sui 450 mm annui e durante la stagione estiva sono rare.

## Storia

### Prima dell'autonomia
La storia di Valderice è connessa a quella del monte Erice, allorché la popolazione nel corso dei secoli si sposta nella fertile valle formando i primi nuclei abitativi dislocati nelle campagne dell'agro ericino, quali Paparella, San Marco, Ragosia, Misericordia, Sant'Andrea, Bonagia, Casalbianco, Crocci, Chiesanuova, Lenzi, Fico e Crocevie.

### Nascita del comune
Ad Erice nel 1943, finito il Fascismo, fu eletto come sindaco il socialista Gaspare di Vita. Egli non riuscì a risolvere la controversia esistente ormai da tempo, ovvero il problema dell'esistenza di Erice come capoluogo dell'agro ericino.
Quando però nel 1946, con le prime elezioni politiche si formò un'amministrazione di sinistra, il problema del capoluogo fu rimesso in discussione e si riaccesero le speranze di un'autonomia per varie frazioni dell'agro ericino.
Il comune nasce il 15 febbraio del 1955, con Legge regionale n. 5 del 28 gennaio. Fu l'ultimo comune a rendersi autonomo da Erice: in precedenza si erano distaccati, a partire dal 1948, Custonaci, Buseto Palizzolo e San Vito Lo Capo.
Il territorio del nuovo comune comprendeva la frazioni ericine contigue di Paparella e San Marco, oltre ad altre minori come Bonagia, Crocci e Chiesanuova, e per tale motivo inizialmente venne denominato appunto "Paparella San Marco". Con Legge regionale n. 1 del 1958 venne adottato il nome odierno.

### Simboli
Lo stemma e il gonfalone sono stati concessi con DPR del 30 dicembre 1956.
Nello stemma è rappresentata la torre presso la tonnara di Bonagia (oggi sede del Museo delle Attività Marinare e di una struttura ricettiva) affacciata sul golfo di Bonagia, appartenuta in passato al Demanio Regio e poi alla famiglia Burgarella, che serviva come punto di avvistamento per le incursioni dei pirati. Le tre stelle simboleggiano «i punti vertici del territorio comunale».
Il gonfalone è un drappo di azzurro.

## Monumenti e luoghi d'interesse

### Architetture religiose
Fra le ricchezze del patrimonio artistico di Valderice, inoltre, troviamo alcuni edifici:
- Santuario di Nostra Signora della Misericordia, risalente al 1640 e luogo di devozione popolare per la presenza del quadro di Maria Santissima della Misericordia (opera risalente al 1654 e dipinto da Andrea Carreca).
- Chiesa di Sant'Andrea Apostolo, risalente al 1164, costruita per volere di Guglielmo il Buono, in cui è stata rinvenuta una lapide del III secolo d.C.;
- Chiesa di Maria Santissima della Purità, situata nel quartiere San Marco;
- Chiesa di Cristo Re, voluta da padre Francesco Sanclemente[6] e situata nel centro delle città, classificata come chiesa madre e di conseguenza la più grande e frequentata del Paese, ma non la più antica (venne ultimata nel 1950);
- Chiesa di San Barnaba, ruderi;
- altre chiese minori, situate nelle frazioni;

### Altro
- Molino Excelsior di Valderice (testimonianza di archeologia industriale);
- Tonnara di Bonagia (oggi sede del Museo delle Attività marinare), appartenuta alla famiglia Burgarella;
- La torre Santa Croce, antichissima torre, d'epoca ancora da stimare;
- l'Arco del Cavaliere, situato in C/da Cavaliere, era il luogo in cui, tanti anni fa, l'immagine della Beata Vergine Maria di Custonaci sostava durante il pellegrinaggio, che partiva da Custonaci, a Erice.

### Ville
Testimonianza della presenza della nobiltà e dei grandi latifondisti sono invece le numerose ville: la Villa Adragna, la Villa Elena (conosciuta anche come Villa Barone Stabile, e anche come Villa Salerno-Barberi), la Villa Pilati (adesso struttura ricettiva), Villa Adragna ora Betania (centro riabilitativo per minori svantaggiati della Fondazione Auxilium fondata da Padre Antonio Campanile), Villa Coppola Ragosia (punto di riunione di cospiratori contro il regime borbonico), Villa Battiata, Villa Ancona, Villa Paparella, Villa Manzo, Villa Luppino a Ragosia.

### Spiagge
- Spiaggia di Bonagia
- Spiaggia di Cortigliolo
- Spiaggia di Rio Forgia

## Società

### Evoluzione demografica
Abitanti censiti

### Istituzioni, enti e associazioni
Nella frazione di Lenzi del comune di Valderice, il giornalista e sociologo Mauro Rostagno, insieme alla compagna Elisabetta Roveri e all'ex editore Francesco Cardella, fondarono nel 1981 la Comunità Saman, comunità terapeutica per il recupero dei tossicodipendenti. Da Valderice Rostagno condurrà la sua attività di inchiesta giornalistica su Cosa Nostra e sui rapporti con la politica locale. Il 26 settembre 1988 Mauro Rostagno viene assassinato in contrada Lenzi per ordine del boss trapanese Vincenzo Virga. È sepolto nel cimitero di Ragosia.

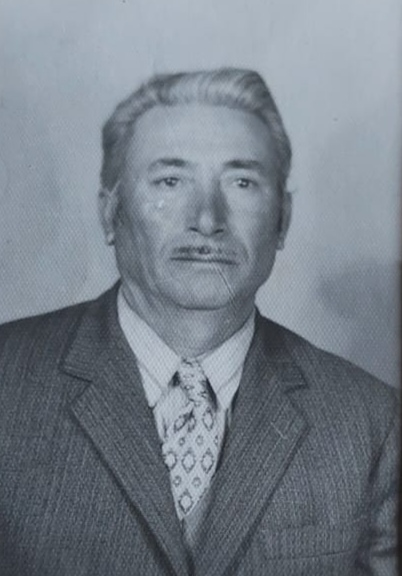
Partigiano Di Giovanni Pietro

Nasce a Valderice il Militare e Partigiano italiano Pietro Di Giovanni - 1917- arrestato e deportato nel lager nazista di Mauthausen rifiutandosi di aderire al Terzo reich dopo l'armistizio nel Settembre 1943.
Fugge dalla prigionia e torna in Italia, dove si allea con i partigiani della Brigata Italia (Verona) conducendo così la Guerra di liberazione italiana.
Muore a Valderice nel 1980.

## Cultura

### Eventi

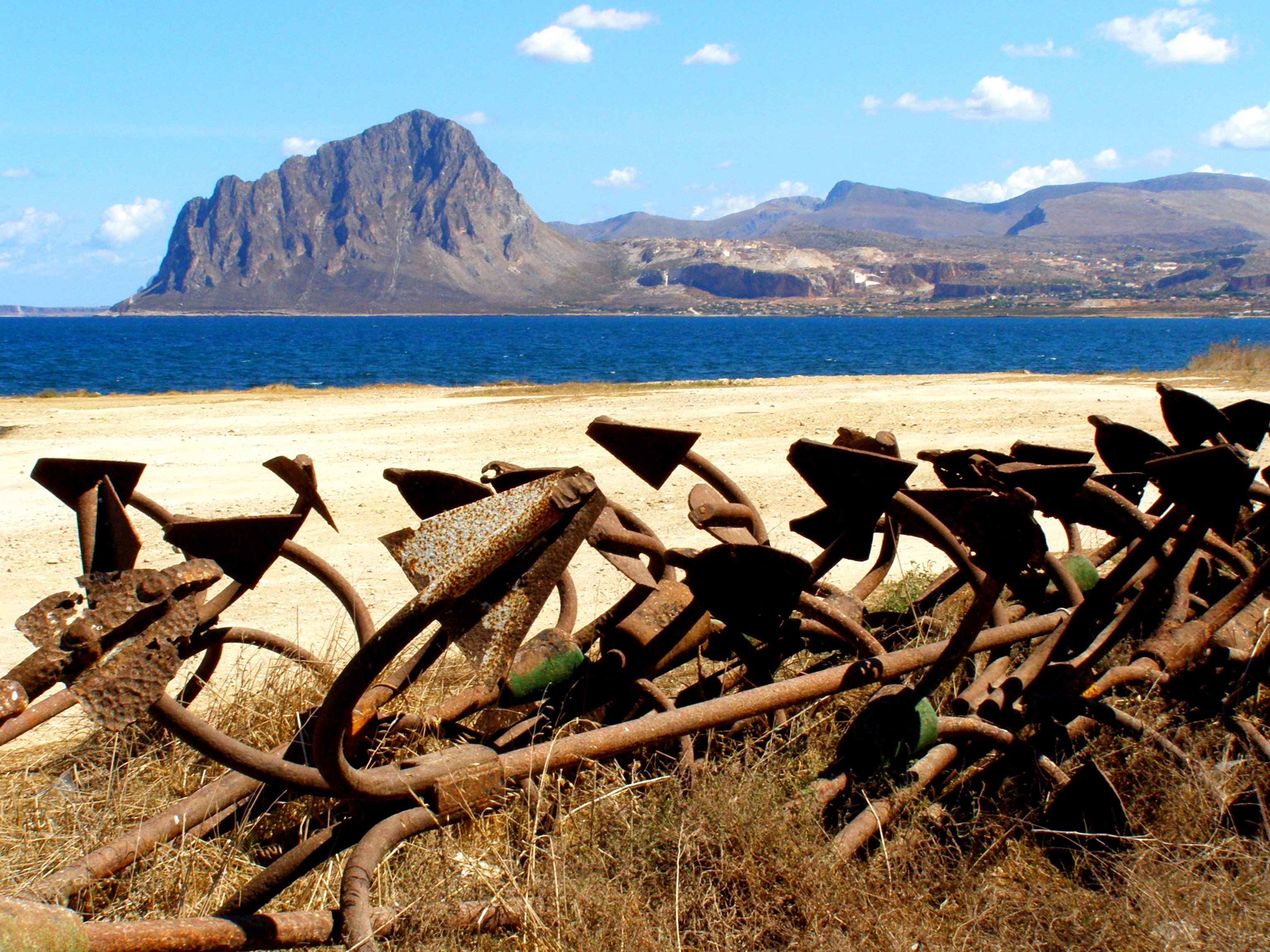
Il golfo di Bonagia visto dalla tonnara

A Valderice regnano anche varie manifestazioni che contraddistinguono il paese durante l'anno:
- La rassegna teatrale, musicale e cinematografica inaugurata nel 1993 denominata Estate Valdericina (dal 2016 Valderice in scena), che si tiene ogni anno dal mese di luglio a quello di settembre nell'esclusivo Teatro San Barnaba, coinvolgendo turisti e valdericini, ospitando vari personaggi dello spettacolo, del teatro e della musica. Dal 2009 (con una ripresa senza successo nel 2015) venne abbandonata la rassegna cinematografica. Il teatro San Barnaba (dal 2009 Teatro On. Nino Croce) è una struttura all'aperto che dispone di oltre 1000 posti a sedere, su dei gradoni concentrici, ed il palcoscenico, a forma circolare. Esso è situato nell'omonima via, poco distante dal centro di Valderice, in un'area di circa 1860 m² all'interno di un'antica cava di tufo.
- La sfilata di carri allegorici per il Carnevale, nel 2020 arrivata alla 28ª edizione, che ogni anno ospita migliaia di persone da tutta la Sicilia. I carri, realizzati in polistirolo e cartapesta, sono opera di artisti locali, che mettono a disposizione della comunità valdericina la loro professionalità ed il loro tempo libero. Le manifestazioni per il Carnevale molto spesso durano varie settimane e coinvolgono anche i comuni vicini, e in alcune occasioni anche il capoluogo, dato che il carnevale di Valderice è attualmente considerato il più grande Carnevale della provincia.
- La fiera del bestiame di Ragosia, dove la prima domenica di settembre di ogni anno, una grande affluenza di gente viene coinvolta, poiché fa parte della tradizione valdericina. Lo spazio predisposto all’allestimento della fiera è adornato di bancarelle di vario genere come: indumenti, giocattoli, animali, oggetti per la casa e attrezzi per l’agricoltura.
- La Cronoscalata Monte Erice si tiene ogni anno a metà aprile richiamando anch'essa gente da tutta Italia. In tale gara, i piloti, con le loro auto, sono duramente impegnati dal percorso tortuoso, lungo circa 6 km, che da Valderice raggiunge Erice Vetta.
- Concerto del Primo Maggio a Lido Valderice: dal 1999 nella località balneare di Lido Valderice si svolge il concerto del 1º maggio, sulla falsariga del concerto di Roma; per tutta la giornata si esibiscono band locali ma anche ospiti di rilievo nazionale, portando fino a 15.000 presenze l'affluenza del pubblico.
- Il Presepe Vivente denominato La Bibbia nel Parco[8] (giunto alla sua 21ª edizione) che si svolge nella caratteristica cornice del Parco Urbano di Misericordia. Questo presepe si discosta molto da quelli tradizionali perché composto da un percorso con quadri statici viventi che rappresentano episodi della Bibbia (dell'Antico e del Nuovo Testamento), con un tema conduttore ogni anno diverso e che conclude con la tradizionale scena della Natività. Questa rappresentazione attrae ogni anno molti visitatori da tutta la provincia e anche da tutta la regione (con presenze anche da altre regioni).
- Le celebrazioni per la Pasqua, con la rappresentazione della Via Crucis Vivente (giuntà alla 5ª edizione) al Parco Urbano di Misericordia, i festeggiamenti in onore di Cristo Re(che si svolgono periodicamente, generalmente ogni cinque anni) e di Maria Santissina della Misericordia (che si svolgono ogni anno i primi di settembre).
- La Mattanza, che si teneva fino al 2003 tra maggio e giugno nelle tonnare di Bonagia e San Cusumano.

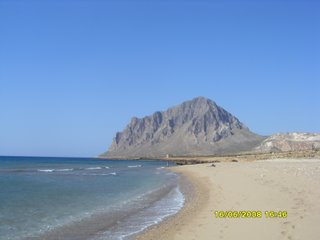
La spiaggia dall'acqua cristallina di Rio Forgia, durante il vento di Scirocco.

## Infrastrutture e trasporti
Si può raggiungere Valderice:
- dal porto di Trapani: dalla Via G.B. Fardella o dallo scorrimento veloce, proseguire per la direzione Valderice;
- dall'aeroporto di Trapani-Birgi: proseguimento per Trapani, Erice o Valderice;
- dall'aeroporto di Palermo-Punta Raisi, proseguimento per l'autostrada A29 Palermo-Mazara del Vallo, uscita a Castellammare del Golfo e proseguimento in direzione Valderice, Erice o Trapani, oppure uscita a Fulgatore e proseguimento per la direzione Erice o Valderice.

## Economia
Valderice è un centro agricolo, dove vengono prodotti grano, olio, vino e miele. Di rilievo l'attività estrattiva nel settore marmifero, con varietà quali il perlato di Sicilia, l'avorio venato e il perlatino.

## Geografia antropica

### Frazioni
- Bonagia
- Chiesanuova
- Casalbianco
- Crocci
- Crocevie
- Fico
- Ragosia
- S. Andrea Alta e Bassa

### Bonagia
La frazione di Bonagia è un borgo costiero a circa quattro chilometri dalla città, sul golfo di Bonagia. 
Conta circa 1 500 abitanti; è famosa per lo specchio di mare su cui si affaccia, per la cucina a base di pesce e per la tonnara antichissima, oggi sede del Museo delle Attività Marinare.

## Amministrazione

### Sindaci
- 1994-2003 Giacomo Tranchida (centrosinistra)
- 2003-2008 Lucia Blunda (centrosinistra)
- 2008-2013 Camillo Iovino (centrodestra)
- 2013-2018 Girolamo detto Mino Spezia (centrosinistra)
- 2018-2023 Francesco Stabile (lista civica)
- 2023- in corso Francesco Stabile (lista civica)